# Carlos Pacheco Perujo
Carlos Pacheco Perujo (San Roque, Cádiz; 14 de noviembre de 1960-La Línea de la Concepción, 9 de noviembre de 2022) fue un historietista español.
Considerado el dibujante español más prestigioso que haya trabajado en la industria estadounidense, sus obras para Marvel Comics y DC Comics le han valido reconocimiento a nivel mundial y una presencia habitual en salones y convenciones del género. Solía trabajar con el entintador Jesús Merino y se caracterizaba por un estilo elegante, dinámico y limpio, inspirado por artistas como Neal Adams y John Buscema.

## Biografía

### Inicios profesionales
Carlos Pacheco comenzó su carrera como dibujante profesional mediante pequeños trabajos en el mundo de la historieta nacional mientras finalizaba la carrera de Biología en la Facultad de Sevilla. En esta época ganó algunos premios para aficionados ("Comix Internacional" de Toutain Editor), colaboró con fanzines regionales ("TUBOESCAPE", La Línea-Cádiz, "Caballete") y participó en la edición de 1983 del Salón del Cómic de Barcelona dentro de la II Exposición de dibujantes noveles del programa "Rock, Cómics y otros rollos" de Radio 3.
A finales de los años ochenta comenzó sus pasos profesionales colaborando con la editorial Planeta De Agostini personalizando las ediciones españolas de los cómics estadounidenses de la Marvel Comics con nuevas portadas, pósteres e ilustraciones para las distintas revistas de esta editorial (X-Men, Los Vengadores, Los 4 Fantásticos, Capitán América, Nick Furia,... siendo especialmente destacable sus cubiertas para Clásicos Marvel). Para esta editorial realizó varios trabajos como historietista, en especial el cómic American Soldier junto con el escritor sevillano Antonio Moreno.
Durante algún tiempo coqueteó fugazmente con Norma Editorial en especiales de sus revistas Cimoc y Humor a tope, y con editorial Casset, con la que participó en el álbum Pop español.
Durante toda esta época desempeñó también una importante faceta de analista y crítico escribiendo numerosos artículos para Planeta de Agostini y Zinco Editorial.

### El mercado estadounidense
En 1993 fue contratado por la división británica de Marvel Comics. Empezó realizando cubiertas de la revista The Exploits of Spider-Man y con una historieta corta para Motormouth and Killpower. Sin embargo, fue Dark Guard la primera serie que dibujó completamente y la que le daría a conocer.
Poco después trabajaría también para DC Comics realizando en 1994 su primer trabajo profesional en los Estados Unidos en la serie The Flash (números 93 al 100) pasando inmediatamente a trabajar en exclusiva durante los siguientes años con Marvel en colecciones como Bishop, Universe-X, Excalibur y Fantastic Four.
Durante estos años no abandona el mercado español para el que crea junto a Rafael Marín a mediados de los noventa las series Iberia Inc. y Triada Vértice (editorial Planeta DeAgostini).
Continua su labor en X-Men, Avengers Forever y como coguionista en Inhumans y como autor completo (coguionista con Rafael Marín y dibujo) en una etapa de Fantastic Four (2000-2002). Su último trabajo para Marvel fue su participación en el especial Héroes, el libro dedicado a la recaudación de fondos para la American Red Cross con motivo de los atentados del 11 de septiembre del 2001. Poco después firmó un contrato en exclusividad con DC Comics.
Tras abandonar Marvel Comics su primer trabajo para DC Comics fue una historia corta para el especial dedicado a la tragedia del 11-S en un libro llamado así, 11-S, al que le siguió la novela gráfica JLA-JSA y la serie de creación propia Arrowsmith. Se convierte, además, en coordinador desde 2004 del Seminario de Historietas de los cursos de verano de la Universidad de Cádiz, destinado al estudio y divulgación del medio. 
Desde 2005, ha dibujado la serie Superman/Batman (junto a Jeph Loeb) y participado en el relanzamiento de la serie de Green Lantern. Junto al cocreador de Arrowsmith, el guionista Kurt Busiek, ha realizado la serie Superman.
Final Crisis sería su última colaboración con DC hasta la fecha ya que en el 2008 vuelve a Marvel para trabajar de nuevo de forma exclusiva con esta editorial. Su primer trabajo en esta segunda etapa con La Casa de las Ideas también supuso la vuelta de Mark Millar a los personajes que consolidaron el universo Ultimate: Los Ultimate Avengers. Tras ellos realiza Ultimate Thor con Jonathan Hickman coincidiendo con el estreno de la película dedicada a este personaje.
Del universo Ultimate pasa a colaborar nuevamente con el tradicional, en esta ocasión en la nueva saga Schism de los X-Men como antesala al relanzamiento de tales personajes.
En 2011 se le encarga la vuelta al mercado de X-men.
En el 2012 vuelve a trabajar el editor Tom Brevoort y con los personajes Marvel más clásicos: Age of Ultron y en el 2013 Captain America.

## Premios
Su trabajo ha sido reconocido con distintas distinciones de entre las que destacan su nombramiento como "Autor revelación de 1996" de la revista estadounidense Wizard, y su inclusión desde entonces en el top ten de autores de la misma revista desde 1997 hasta que en 2001 alcanzó la primera posición de esa lista. 
Desde 1996 recibe ininterrumpidamente el premio otorgado por los lectores de la revista especializada Dolmen como "Mejor autor español". 
Recibe los premios como mejor dibujante de historietas español del Salón del Cómic de Granada en el año 2001, de la Semana de Cine Fantástico y de Terror de Estepona (Málaga) en 2004, y su serie de creación propia (junto con el guionista estadounidense Kurt Busiek) es nominada a los prestigiosos premios Eisner en el año 2004. En 2010 y en el marco del Salón Internacional del Cómic de Granada, fue galardonado con el premio Andalucía del Cómic, otorgado entonces por primera vez.
Hijo predilecto de San Roque desde 2001. Una calle con su nombre en la ciudad desde 2016. Medalla del Campo de Gibraltar en 2011. Medalla de la Provincia de Cádiz en 2016.
En enero de 2024, a título póstumo, el Ministerio de Cultura le otorga la Medalla de Oro al Mérito en las Bellas Artes.

## Muerte
El autor desveló en septiembre de 2022 que le había sido diagnosticada esclerosis lateral amiotrófica. Dos meses después ingresó en el Hospital de La Línea de la Concepción por un agravamiento de la enfermedad, y finalmente falleció el 9 de noviembre de 2022 a los sesenta y un años.